# تحصیل اوتهل
تحصیل اوتهل (به انگلیسی: Uthal Tehsil) یک تحصیل در پاکستان است که در ایالت بلوچستان واقع شده‌است.